# Joachim Carstens (Jurist)
Joachim Carstens, auch Karstens, Cärstens oder Kerstens (* 3. August 1596 in Salzwedel; † 11. November 1673 in Lübeck), war ein deutscher Jurist und Syndicus der Hansestadt Lübeck.

## Leben und Wirken
Der Sohn des Salzwedeler Bürgermeisters und Rentmeisters der Altmark Nicolaus Kerstens besuchte zunächst die städtische Knabenschule und wurde 1609 auf die Lateinschule nach Halle geschickt. Von hier durch die Pest vertrieben, verbrachte er drei Jahre, die er sein „nobile triennium“ nannte, auf der Schule zu Hannover. Dort eignete er sich durch seine Redegewandtheit Kenntnisse im Lateinischen und Griechischen an. Ab 1615 studierte er an der Universität Wittenberg, ab 1617 an der Universität Jena und schließlich ab 1621 an der Universität Rostock die Rechte, betrieb nebenher politische und juristische Disputationen und führte bereits als Student Prozesse. Als Gouverneur eines Edelmannes aus dem Geschlecht der Moltkes unternahm er eine Kavaliersreise nach Holland, England, Brabant, Flandern und Frankreich. Von 1627 bis 1629 war er Wallensteins Kammersekretär zu Güstrow in Mecklenburg. Von hier zog es ihn, trotz deutlich geringeren Gehalts, als Syndikus des Domkapitels nach Ratzeburg. Am 10. Mai 1630 heiratete er Elsabe von Wickede (* 1603; † 17. Februar 1662), die Tochter des Lübecker Ratsherrn Thomas von Wickede. Im gleichen Jahr wurde er in Rostock zum Dr. iur. promoviert und erhielt am 27. Juli das Lübecker Bürgerrecht. 1636 wurde er zum Regierungsrat des Stifts Ratzeburg ernannt, wechselte jedoch 1638 in den Dienst des Herzogs August von Sachsen-Lauenburg. 1648 erwählte ihn der Lübecker Rat zum Syndikus neben David Gloxin. Sein sachsen-lauenburgisches Mandat behielt er bis zum Tod des Herzogs August zunächst bei, was zu Verstimmungen mit dessen Nachfolger Herzog Julius Heinrich führte, der Carstens verdächtigte, Lauenburger Akten nach Lübeck mitgenommen zu haben und diese gegen Lauenburgs Interessen im Streit um Mölln und die Möllner Pertinenzien zu verwenden. Ab 1655 war Carstens Vorsitzender des Seegerichts und des Konsistoriums.
1649 erwarb er das Haus Johannisstraße 20, das er 25 Jahre bis zu seinem Tode bewohnte und an seine Kinder vererbte. Er wurde zum Stammvater einer ganzen Reihe von bedeutenden Persönlichkeiten der Stadt. Sein ältester Sohn Thomas Carstens wurde Prediger am Lübecker Dom, der zweite, Joachim Friedrich, wurde Ratsherr in Lübeck, und der dritte, Nicolaus Carstens, Stadthauptmann in Mölln. Aus der großen Zahl der weiteren Nachkommen ragen hervor der Bürgermeister Joachim Lüder Carstens († 1727), der Ratsherr Nikolaus Carstens († 1735), der Bürgermeister Johann Friedrich Carstens († 1761), der Ratsherr Gotthard Friedrich Carstens († 1780), der Senior Johann Heinrich Carstens († 1829) und der Obergerichts-Prokurator Nicolaus Carstens († 1834).

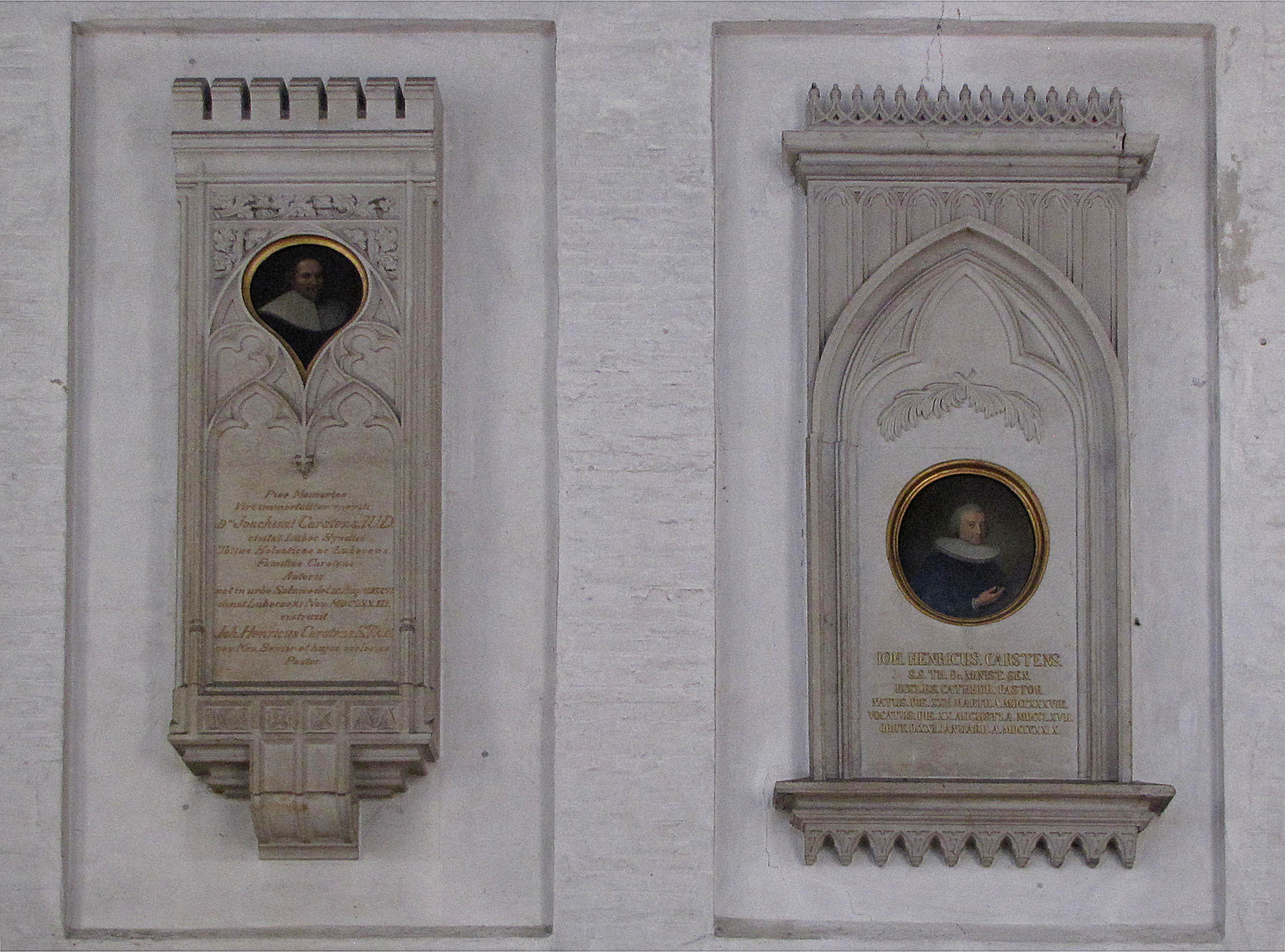
Doppel-Epitaph für Joachim Carstens und Johann Heinrich Carstens im Dom zu Lübeck

Aus dem Nachlass des Seniors Johann Heinrich Carstens wurde ihm um 1850 ein Epitaph aus hellem Sandstein neben dem des Seniors im Südquerschiff des Lübecker Doms gesetzt.

## Stammfolge in Lübeck
- Joachim Carstens (1596–1673), Syndicus der Hansestadt Lübeck
  - Thomas Carstens (1631–1679), Prediger in Salzwedel, dann Prediger an St. Aegidien. Er heiratete am 5. Juni 1665 Anna Catharina Engenhagen (* 27. Mai 1645; † 7. Januar 1676),[6][7] die Tochter von Heinrich Engenhagen (* 26. April 1615; † 1. September 1685), Pastor an St. Jakobi, und danach die Witwe Anna Busch (Eigentümerin von Johannisstraße 18), die nach seinem Tode Johann Adolph Höltich heiratete.[8]
    - Joachim Hinrich Carstens (1666–1733), Hauptpastor an St. Aegidien
      - Meno Nicolaus Carstens (1701–1757), Hauptpastor am Dom
        - Christian Nicolaus Carstens (1736–1819), beider Rechte Licentiat
          - Nicolaus Carstens (1773–1834) studierte 1793–1794 in Jena und Göttingen Jura, war ab 1799 Prokurator am Obergericht
            - Joachim Hermann Carstens (1812-), Arzt
              - Julius Victor Carstens (1849–1908), Maler

          - Christian Joachim Carstens (1781–1814), Arzt und Hebammenlehrer, Mitbegründer des Ärztlichen Vereins zu Lübeck

        - Johann Heinrich Carstens (1738–1829), Hauptpastor am Dom, Senior des Geistlichen Ministeriums in Lübeck
        - Peter Heinrich Carstens (1739–1814), L.U.C. und Amtsschreiber in Bergedorf

    - Johann Friedrich Carstens (1696–1761), Ratssekretär, Ratsherr und Bürgermeister
      - Johann Joachim Carstens (1724–1790), Ratssekretär

  - Joachim Friedrich Carstens (1632–1701), Ratssekretär, Ratsherr in Lübeck
    - Joachim Lothar Carstens (1655–1727), Ratssekretär, Ratsherr und Bürgermeister
    - Thomas Friedrich Carstens (1666–1734), Ratssekretär und Reisesyndicus
    - Nikolaus Carstens (1668–1735), Kaufmann und Ratsherr
      - Gotthard Friedrich Carstens (1703–1780), Kaufmann und Ratsherr

  - Nicolaus Carstens († 1695) Stadthauptmann in Mölln